# Radio Pomoże
Radio Pomoże – bydgoska stacja radiowa o profilu muzyczno-informacyjnym, działająca w latach 1993–2003. Nazwa stacji była grą słów „pomagać” i „Pomorze”.

## Historia
Stacja powstała w czerwcu 1993 roku. Była drugą komercyjną stacją radiową w Bydgoszczy po radiu EL. W początkowym okresie działalności nosiła nazwę Radio Top (poprzez związek ze spółką Tele-Top) – nadawała pod tą nazwą ponad 2 tygodnie. Na początku emisja odbywała się na częstotliwości 70,5 MHz i 102,0 MHz dopiero po uruchomieniu na 102,1 MHz Programu 3 Polskiego Radia z Trzeciewca oraz radia RMF FM z biurowca Rometu na 70,46 MHz stacja przeszła na 73,25 i 106,1 MHz. Nadawała z mocą 100 W z wieżowca firmy Famor przy ulicy Kaszubskiej 25 w Bydgoszczy. Zasięg stacji był ograniczony do miasta Bydgoszcz i okolicznych miejscowości ze względu na niskie położenie i moc nadajnika.
Z początkiem 1994 roku stacja stała się pierwszą legalną rozgłośnią komercyjną w Bydgoszczy. Otrzymała koncesję od KRRiT na program lokalny i częstotliwości z mocą ERP 0,1 kW, i od tej pory nadawała program na 73,25 i 103,5 MHz. Stacja stawiała na kontakt ze słuchaczami, jednym z popularnych programów był popołudniowy kontakt ze słuchaczem, istniały audycje interaktywne, dające słuchaczom możliwość przesyłania pozdrowień, wybierania muzyki oraz umieszczania ogłoszeń na antenie. Nadawane były również wieczorne audycje przy muzyce emitowanej z gramofonów i magnetofonu szpulowego. 
W czerwcu 2002 roku spółka Agora SA nabyła większość udziałów w radiu za sumę 2,9 mln złotych. Wcześniej, przez krótki okres, zanim Agora przejęła większość udziałów, Radio Pomoże z problemami finansowymi nadawało jako radio 103,5 FM. Od stycznia 2002 nadawało swój program jako 103,5 Radio Blue FM. Radio zaprzestało emisji w styczniu 2003 roku. Radio nadawało na tej samej częstotliwości jako Roxy FM nieprzerwanie od 7 października 2005, następnie przekształcone w styczniu 2014 w Rock Radio. Obecnie na tej częstotliwości jest Radio Pogoda.
Radio w ciągu dziesięciu lat nadawało na następujących częstotliwościach:
- od czerwca 1993 do wiosny 1994 na częstotliwościach 70,05 oraz 106,1 MHz,
- od wiosny 1994 roku na częstotliwościach 73,25 i 103,5 MHz,
- od stycznia 2000 tylko 103,5 MHz, do zamknięcia stacji 1 stycznia 2003 roku.